# Teden Mengi
Teden Mambuene Mengi (Manchester, 30 aprile 2002) è un calciatore inglese, difensore del Luton Town.

## Carriera
Cresciuto nel Manchester United, ha esordito in prima squadra il 5 agosto 2020, nella partita di Europa League vinta per 2-1 contro il LASK. Il 1º febbraio 2021 viene ceduto in prestito al Derby County; il 17 marzo firma fino al 2024 con lo United, prima di rientrare ai Red Devils nel mese successivo a causa di un infortunio muscolare che gli fa terminare anzitempo la stagione.
Il 4 gennaio 2022 si trasferisce, sempre a titolo temporaneo, al Birmingham City. Il 31 agosto 2023 viene acquistato dal Luton Town.

## Statistiche

### Presenze e reti nei club
Statistiche aggiornate al 29 aprile 2025.
| Stagione              | Squadra               | Campionato            | Campionato | Campionato | Coppe nazionali | Coppe nazionali | Coppe nazionali | Coppe continentali | Coppe continentali | Coppe continentali | Altre coppe | Altre coppe | Altre coppe | Totale | Totale | Totale |
| Stagione              | Squadra               | Comp                  | Pres       | Reti       | Comp            | Pres            | Reti            | Comp               | Pres               | Reti               | Comp        | Pres        | Reti        | Pres   | Reti   |        |
| --------------------- | --------------------- | --------------------- | ---------- | ---------- | --------------- | --------------- | --------------- | ------------------ | ------------------ | ------------------ | ----------- | ----------- | ----------- | ------ | ------ | ------ |
| 2019-2020             | Manchester Utd        | PL                    | 0          | 0          | FACup+CdL       | 0+0             | 0               | UEL                | 1                  | 0                  | -           | -           | -           | 1      | 0      |        |
| 2020-feb. 2021        | Manchester Utd        | PL                    | 0          | 0          | FACup+CdL       | 0+0             | 0               | UCL+UEL            | 0+0                | 0                  | -           | -           | -           | 0      | 0      |        |
| feb.-apr. 2021        | Derby County          | FLC                   | 9          | 0          | FACup+CdL       | -               | -               | -                  | -                  | -                  | -           | -           | -           | 9      | 0      |        |
| 2021-gen. 2022        | Manchester Utd        | PL                    | 0          | 0          | FACup+CdL       | 0+0             | 0               | UCL                | 1                  | 0                  | -           | -           | -           | 1      | 0      |        |
| Totale Manchester Utd | Totale Manchester Utd | Totale Manchester Utd | 0          | 0          |                 | 0               | 0               |                    | 2                  | 0                  |             | -           | -           | 2      | 0      |        |
| gen.-giu. 2022        | Birmingham City       | FLC                   | 9          | 0          | FACup+CdL       | 1+0             | 0               | -                  | -                  | -                  | -           | -           | -           | 10     | 0      |        |
| 2023-2024             | Luton Town            | PL                    | 30         | 1          | FACup+CdL       | 4+1             | 0               | -                  | -                  | -                  | -           | -           | -           | 35     | 1      |        |
| 2024-2025             | Luton Town            | FLC                   | 19         | 1          | FACup+CdL       | 0               | 0               | -                  | -                  | -                  | -           | -           | -           | 19     | 1      |        |
| Totale Luton Town     | Totale Luton Town     | Totale Luton Town     | 49         | 2          |                 | 5               | 0               |                    | -                  | -                  |             | -           | -           | 54     | 2      |        |
| Totale carriera       | Totale carriera       | Totale carriera       | 67         | 2          |                 | 6               | 0               |                    | 2                  | 0                  |             | -           | -           | 75     | 2      |        |